# Zikmund I. Rákóczi
Zikmund I. Rákóczi (maďarsky Rákóczi Zsigmond, německy Sigismund Rákóczi) byl uherský šlechtic z rodu Rákócziů.

## Život
Byl nejprve místodržitelem Štěpána Bočkaje v Sedmihradsku, po jehož smrti byl zvolen 11. února 1607, proti své vůli, za sedmihradského knížete. Tento úřad vykonával v letech 1607-1608, než se dne 3. března 1608 vzdal titulu a funkce ve prospěch Gabriela Báthoryho.